# ガダモン
ガダモン（Ghadamon）は、クトゥルフ神話などに登場する架空の神性。

## 概要
ガダモンはユゴスに住むミ＝ゴが科学的に創った生物。外見は巨大な粘液質の塊で、体表は常にガスの膨らみが破裂されている。時々体表に顔らしき物が出てくる。擬足を使って尺取虫の様に移動する。攻撃されると反撃する。ガダモンはドリームランドの不毛な湖に棲んでいる。
二次資料として、ダニエル・ハームズの『エンサイクロペディア・クトゥルフ』（第3版）や、『マレウス・モンストロルム』ではグレート・オールド・ワン（旧支配者）にカテゴリされている。『エンサイクロペディア・クトゥルフ』の邦訳第2版には載っていない。
『マレウス・モンストロルム』では「幼生のグレート・オールド・ワン」の異名がつけられている。
またローレンス・J・コーンフォードの『霊廟の落とし子』では、ある食屍鬼の異名となっている。